# Plaça Llorens i Barba, 2
Els habitatges a la plaça Llorens i Barba, 2 eren una obra del municipi de Vilafranca del Penedès (Alt Penedès) inclosa en l'Inventari del Patrimoni Arquitectònic de Catalunya. Aquests habitatges estaven situats al nucli central de Vilafranca, dins de l'antic recinte emmurallat. Malgrat el seu origen medieval, van ser molt modificats amb el pas del temps. Les dates del 1610 i 1624 que apareixien a la façana de la casa del carrer de la Palma núm. 19 possiblement corresponien a una d'aquestes reformes. Foren enderrocats i substituïts per un edifici de nova factura.

## Descripció
Eren edificis d'origen gòtic entre mitgeres. Ocupaven l'extrem d'illa situat entre els carrers de la Ribera i la Palma i la plaça de Llorenç i Barba. Ambdós edificis tenien planta baixa, dos pisos i coberta de teula, però presentaven estructures de façana molt irregulars a causa de les nombroses modificacions que van anar experimentant. Eren elements remarcables del conjunt les finestres rectangulars de pedra, una finestra geminada i una porta de pedra d'arc de mig punt adovellada.